# Parque Nacional del Nevado de Colima
Parque Nacional del Nevado de Colima är en nationalpark i Mexiko. Den ligger i delstaten Jalisco, i den södra delen av landet. Nationalparken ligger i medeltal 2 394 meter över havet.
Nationalparken som har en area på 65,6 kvadratkilometer bildades år 1940. Den omfattar den aktiva, 3 860 meter höga vulkanen Colima och den 4 330 höga utslocknade vulkanen Nevado de Colima som ligger omkring 5 kilometer från varandra. Nevado de Colima kan bestigas hela året men toppen är täckt av snö under vinterhalvåret som namnet antyder (nevado betyder snötäckt).

## Flora och fauna
De lägre delarna av parken är täckt av skog med många lokala trädslag såsom valnötsträd, mahogny, fikonträd, mimosa tenuiflora, akacia, cypresser, ask och tall.
Bland däggdjuren märks hjortar, rävar, prärievarg, tvättbjörn, opossum och vildsvin. Ett stort antal fågelarter finns i området, bland annat rovfåglar, chachalacas, hackspettar, 
ugglor och undulater.